# Ralfs Nemiro

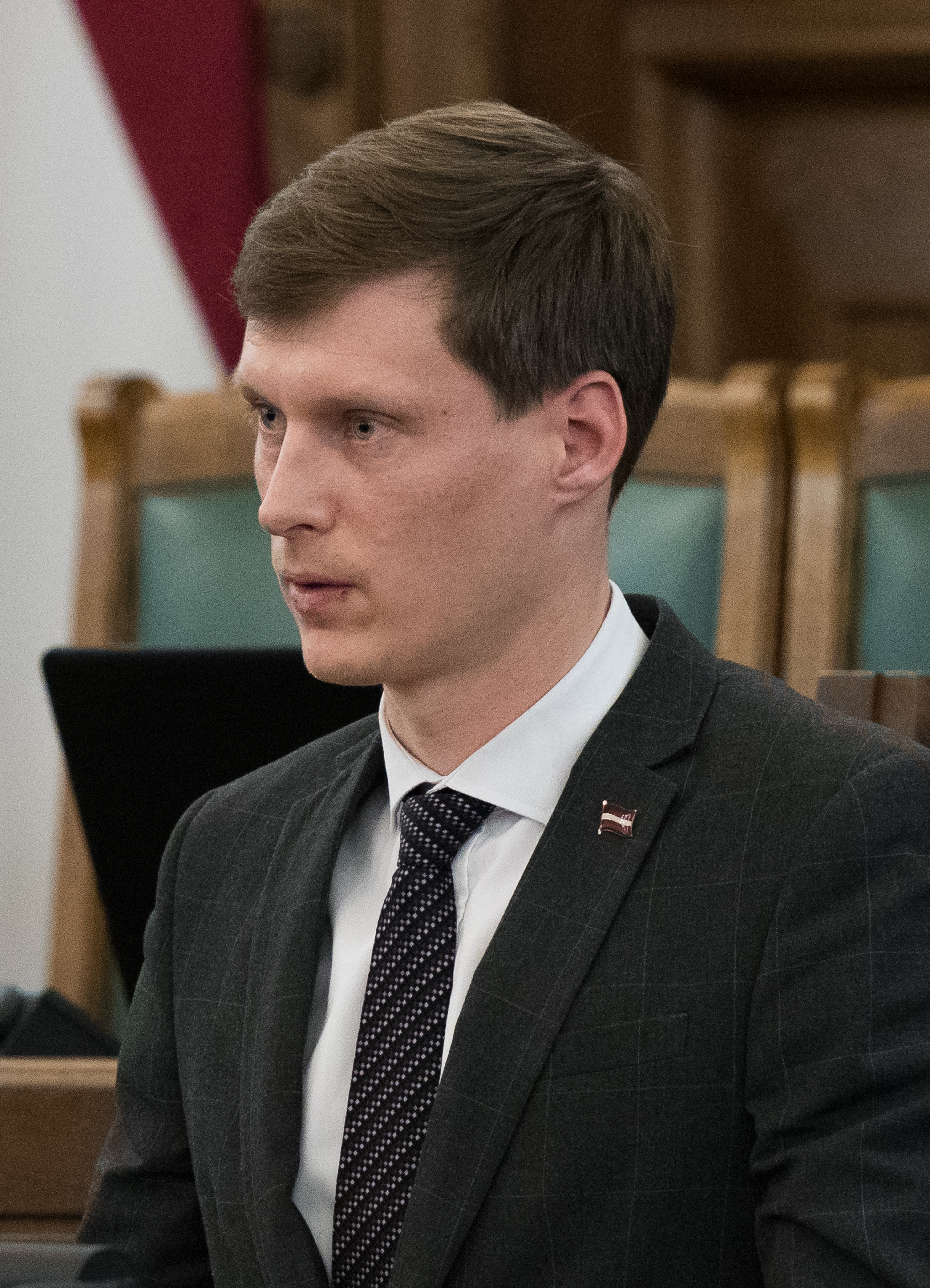
Ralfs Nemiro (2018)

Ralfs Nemiro (* 1980) ist ein lettischer Jurist und Politiker. Von Januar 2019 bis März 2020 war er Wirtschaftsminister seines Landes.

## Leben
Ralfs Nemiro wurde 1981 in der damaligen Lettischen SSR geboren. Nach seinem Schulabschluss wurde er ab 2001 für verschiedene Behörden und Kanzleien tätig. Daneben absolvierte er ein Studium der Rechtswissenschaften an der Universität Lettlands, das er 2009 mit einem Master abschloss.
Im April 2018 war er Mitbegründer der in Riga ansässigen Umweltorganisation Sakop vidi!, als deren Anwalt er seitdem u. a. tätig ist.

### Politische Karriere
Von Juni 2017 bis Oktober 2018 war Nemiro Abgeordneter im Regionalparlament von Jelgava. Bei der Parlamentswahl 2018 trat er als Kandidat der KPV LV an und konnte für diese einen Sitz im Parlament (Saeima) erringen. Im Rahmen der Koalitionsverhandlungen wurde er von seiner Partei als Wirtschaftsminister nominiert und gehörte dem Kabinett Kariņš I seit dessen Amtsantritt am 23. Januar 2019 an.
Im März 2020 wurde ihm die Sicherheitsfreigabe für Staatsgeheimnisse entzogen. Ob und in welchem Zusammenhang dies mit einigen umstrittenen Entscheidungen bezüglich seines Umfelds stand, lässt sich nicht nachvollziehen. Am 16. März trat er als Wirtschaftsminister zurück und am 2. April wurde Jānis Vitenbergs als sein Nachfolger vereidigt. Nemiro nahm daraufhin sein Mandat als Abgeordneter im Parlament, das während seiner Tätigkeit als Minister geruht hatte, wieder auf.